# Clémentine Ristord
Clémentine Ristord (* um 1997 in Grenoble) ist eine französische Jazz- und Improvisationsmusikerin (Saxophone, Bassklarinette, Komposition).

## Leben und Wirken
Ristord, die kompositorisch-konzeptionell stark von Bernard Lubat beeinflusst ist, studierte zunächst Sprachwissenschaften. 2022 absolvierte sie ihr Jazzstudium am CNSMDP.
Bereits während des Studiums gründete Ristord das Quintett Petite Lucette, für das sie angelehnt an die Musik des Gesellschaftstanzes komponiert und in dem sie mit Sylvain Fouché, Pierre-Antoine Despatures, Manon Saillard und Mathieu Imbert arbeitet. 2021 wurde sein gleichnamiges Album beim Label Raffut Collectif veröffentlicht. Mit dieser Gruppe erhielt sie 2023 den Preis Jazz Migration #9.
Daneben wirkt Ristord mit dem Bassisten Pierre-Antoine Despartures gleichfalls im Trio Tisser les Ombres (Pianist ist Clément Merienne; das Trio ist der Folklore imaginaire verpflichtet) und im Quartett La Cozna, zu dem noch die Cellistin und Sängerin Clémence Baillot d’Estivaux und der Gitarrist Benjamen Garson gehören; dessen Album Ni Nuit Ni Jour erschien 2024 bei Raffut Collectif. Sie komponierte auch für das Orchestre des Jeunes de l’ONJ und ist zudem auf dem Album Mons Tumba von Robin Antunes zu hören.